# 蓋爾運動協會
蓋爾運動協會（英語：Gaelic Athletic Association，GAA；愛爾蘭語：Cumann Lúthchleas Gael /'kʊmˠən̪ˠ 'l̪ˠuh.xlʲæsˠ ɡeːl̪ˠ/）是總部位於愛爾蘭的一個業餘文化及運動組織，創立於1884年11月1日。其主要宗旨在於推廣愛爾蘭傳統的蓋爾運動，包括蓋爾式足球、板棍球、蓋爾式手球及跑柱式棒球。除了運動項目以外，該協會也推廣愛爾蘭傳統音樂、舞蹈及愛爾蘭語。它也是愛爾蘭最大的民間組織，在全國六百萬人口當中，擁有八十萬名會員。
蓋爾式足球和板棍球是蓋爾運動協會推動最成功，也是全愛爾蘭最流行的兩項運動。

## 外部連結
- 蓋爾運動協會（GAA）官方網站 （页面存档备份，存于）